# Otoque Oriente
Otoque Oriente es un corregimiento del distrito de Taboga en la provincia de Panamá, República de Panamá; se ubica sobre la isla de Otoque. La localidad tiene 126 habitantes (2010).